# Johannes Jarolim

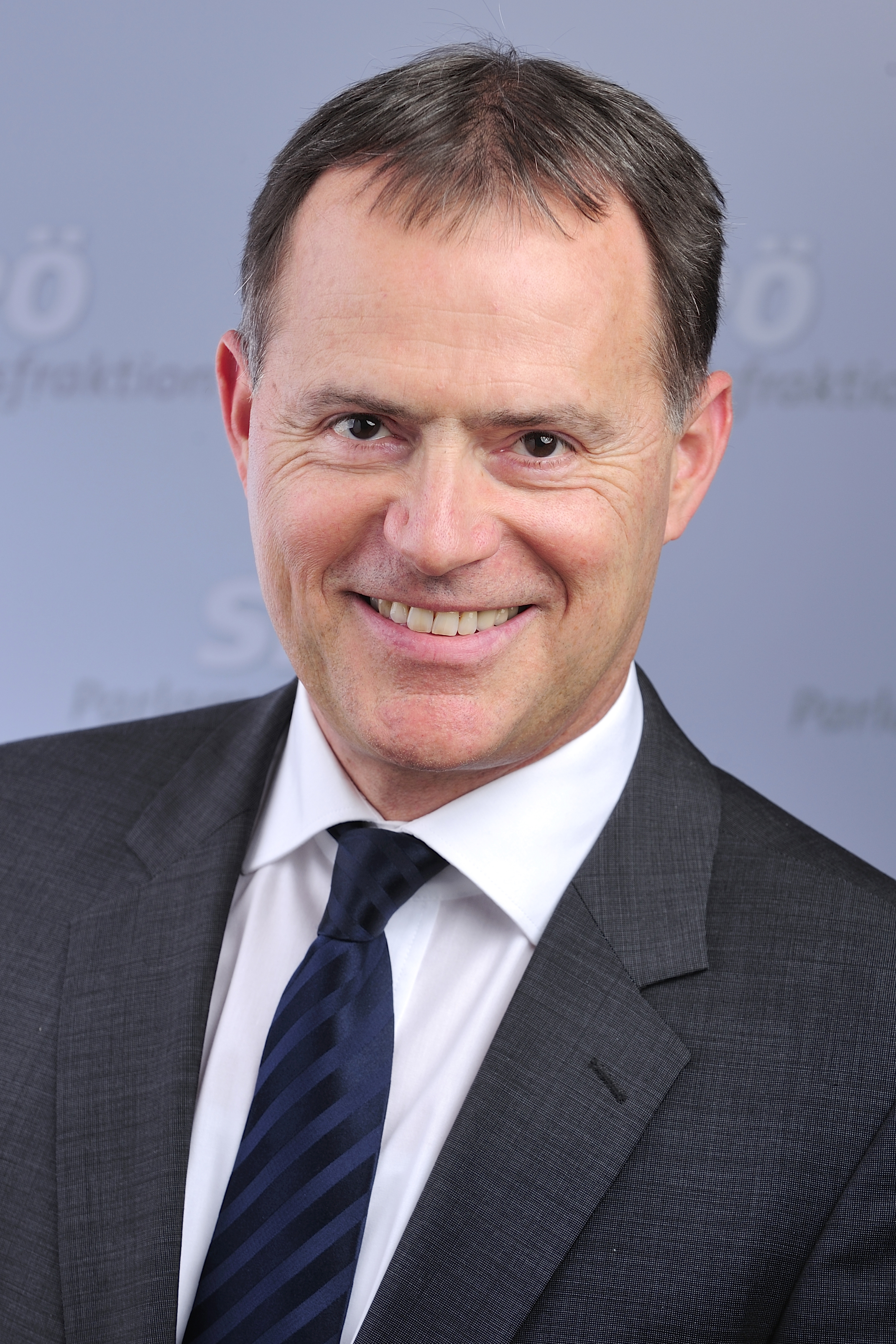
Johannes Jarolim 2014

Johannes „Hannes“ Jarolim (* 27. Dezember 1954 in Wien) ist ein österreichischer Rechtsanwalt und Politiker (SPÖ). Von Dezember 1994 bis November 1995 und von Februar 1997 bis Oktober 2019 war er Abgeordneter zum Nationalrat, ab 1998 war er Justizsprecher der SPÖ.

## Ausbildung und Beruf
Jarolim besuchte von 1961 bis 1965 die Volksschule und wechselte danach an eine Allgemeinbildende höhere Schule, an der er 1973 die Matura ablegte. Jarolim begann in der Folge ein Studium der Rechtswissenschaft an der Universität Wien, wo er 1980 zum Dr. iur. promovierte. 1974 leistete er seinen Präsenzdienst ab.
Jarolim war nach seinem Studium von 1980 bis 1986 als Rechtsanwaltsanwärter und Rechtsanwalt tätig. Von 1986 bis 1989 leitete er das Rechtsbüro der Austrian Airlines und ist seit 1989 selbständiger Rechtsanwalt und seit 2006 Partner der Jarolim Flitsch Rechtsanwälte GmbH in Wien. Bis 2013 war er Syndikus der Austrian Airlines. Jarolim ist Gründungsmitglied des China-Europe Legal Forums (CELF, 2013) und seit 2005  Präsident der Österreichisch-Chinesischen Juristischen Gesellschaft.

## Politik
Johannes Jarolim ist in der Wiener Bezirkspolitik engagiert, wo er seit 1994 Mitglied des Bezirksparteivorstandes der SPÖ Wien-Leopoldstadt ist. Jarolim ist zudem Sektionsleiter und wurde 2005 zum Bezirksparteivorsitzenden gewählt. Er zog am 15. Dezember 1994 erstmals in den Nationalrat ein, dem er zunächst bis 5. November 1995 angehörte. Ab dem 11. Februar 1997 bis zum 22. Oktober 2019 war Jarolim permanent im Nationalrat vertreten. Er war ab 1998 Justizsprecher der SPÖ und seit diesem Jahr Obmann- bzw. Obfraustellvertreter im Justizausschuss. Nach der Nationalratswahl 2019 schied er aus dem Nationalrat aus.

## Auszeichnungen
- 2005: Großes Goldenes Ehrenzeichen für Verdienste um die Republik Österreich[1]